# Ilyocryptus
Ilyocryptus is een geslacht van kreeftachtigen uit de klasse van de Branchiopoda (blad- of kieuwpootkreeftjes).

## Soorten
- Ilyocryptus acutifrons G.O. Sars, 1862
- Ilyocryptus agilis Kurz, 1878
- Ilyocryptus sordidus (Liévin, 1848)